# SON-R 5 1/2-17
Der Snijders-Oomen Nicht-verbale Intelligenztest (SON) ist ein Individualtest zur Untersuchung der Intelligenz von Kindern, der ohne Verwendung gesprochener (nonverbal) oder geschriebener Sprache durchgeführt werden kann. Dies bedeutet, dass die Testperson weder lesen noch schreiben können muss. Außerdem ist keine bestimmte Sprache für die Lösung der Testaufgaben notwendig.

## Geschichte
Die erste Fassung erschien 1943 und war ursprünglich für die Untersuchung gehörloser Kinder bestimmt. 1958 wurde der Test revidiert, erweitert und sowohl als für gehörlose als auch hörende Kinder im Alter von 3 bis 17 Jahren normiert (SON-’58). 1975 erschien der SSON (Starren, 1975) für Kinder im Alter von 7 bis 17 Jahren und der Kleinkinder-SON (Snijders & Snijders-Oomen, 1975) für Kinder im Alter von/a 2 ½ -7 Jahren. 1980 zogen die Autoren eine Neuauflage des SON’58 in Erwägung, gelangten jedoch zu dem Schluss, eine vollständige Neufassung des SON’58 als auch des SSON zu erarbeiten. Die vollständige Bezeichnung des revidierten neuen Test lautet also SON-R 5 ½ -17. Das „R“ steht dabei für die Revision und die Ziffern geben die Altersgrenzen der Normierung an. Eine Revision eines Intelligenztestes ist in gewissen Zeitabständen erforderlich, da sowohl die Normierung als auch die Daten zur Reliabilität und Validität durch Veränderungen in der Gesellschaft relativiert werden können. So nehmen zum Beispiel die Leistungen von vergleichbaren Altersgruppen bei nonverbalen Intelligenztests innerhalb von 10 Jahren um ca. 2-3 IQ-Punkte zu. Dies liegt unter anderem an Veränderungen im Unterricht, einem gestiegenen Ausbildungsniveau der Bevölkerung und einer verbesserten soziokulturellen Umgebung. Außerdem hat sich in den letzten Jahrzehnten die Zusammensetzung der Bevölkerung verändert, unter anderem durch die Zunahme von Ausländern (Allochthone). Die aktuelle Revision kombiniert die Vorteile der beiden früheren Versionen (SSON & SON’58):
-	Die Vielfalt im Material und den Aufgaben des SON’58, da er größtenteils aus Handlungstests besteht, die zur Verhaltensbeobachtung der aktiven Testperson dienen.
-	 Die Mehrfachwahltests des SSON
Nach kritischer Analyse der vorherigen SON-Tests wurden folgende Subtesttypen für den SON-R ausgewählt:
-	Tests für abstraktes Denken
-	Tests für konkretes Denken
-	Tests für räumliches Denken
-	NEU: Perzeptionstests, da diese mit vielen Intelligenztests verwandt sind und eine hohe Korrelation zu deren Ergebnissen aufweisen
Gedächtnis- und Kreativitätstests wurden nicht mit berücksichtigt. So wird Gedächtnisleistung zwar als eine Vorbedingung zur Funktion von Intelligenz angesehen, würde aber keine eigentliche Kernfunktion davon sein. Außerdem sei der Zusammenhang von Kreativität und Intelligenz nicht ausreichend geklärt.

## Test

### Testtyp bzw. Testtypen
1. Tests für abstraktes Denken
Bei den Tests für abstraktes Denken werden Relationen zwischen Begriffen verwendet, die nicht an Raum und Zeit gebunden sind und daher als „abstrakt“ bezeichnet werden
Beispiel: „Fahrzeuge“ Auto, Zug, Fahrrad …
ABER: Fußgänger haben keinen konkreten Bezug
Die Aufgabe für die Testperson besteht hierbei darin, aus dem angebotenen Testmaterial ein Ordnungsprinzip abzuleiten
Subtests: „Kategorien“ +  „ Analogien“
2. Tests für konkretes Denken
Die Aufgabe der Tests für konkretes Denken ist es, eine auf die Realität bezogene räumlich-zeitliche Verbindungen zwischen Objekten herzustellen
Subtests: „Situationen“ +  „Bildgeschichten“
3. Tests für räumliches Denken
Hierbei muss die zu testende Person eine Beziehung zwischen Teilen einer Figur herstellen, ähnlich den Tests für konkretes Denken.
Subtests: „Mosaike“ +  „Zeichenmuster“
4. Perzeptionstest
Perzeptionstests testen die Wahrnehmungsfähigkeit.
Subtest : „Suchbilder“
Zu jedem Testtyp sollten 2 Subtests erstellt werden, was allerdings bei dem Perzeptionstest nicht gelang. Somit liegen beim SON-R also 7 Subtests vor.

### Subtests
Subtest 1: „Kategorien“ (Test für abstraktes Denken)
Ein Mehrfachwahltest, bei dem der Testperson 3 Zeichnungen von Objekten vorgelegt werden. Sie müssen aus 5 möglichen Antworten die Objekte auswählen, die zu der Kategorie der ersten 3 gehören.
Schwierigkeitstheorie:
1. Abstraktionsgrad der Items nimmt zu
2. Annehmbarkeit der falschen Alternativen nimmt zu
Subtest 2: „Mosaike“ (Test für räumliches Denken)
Ein Handlungstest, bei dem verschiedene vorgegebene Mosaikmuster mit kleinen Quadraten nachgelegt werden müssen. Die Quadrate haben hierbei unterschiedliche Formen und Farben.
Schwierigkeitstheorie:
1. Typ der angebotenen Quadrate
2. Maß der Asymmetrie der nachzulegenden  Mosaikmuster
3. Zahl der Grenzüberschreitungen innerhalb eines Musters
Subtest 3: „Suchbilder“ (Perzeptionstest)
Ein Handlungstest, bei dem die Testperson ein Suchobjekt, das innerhalb einiger Zeichnungen versteckt ist, finden und mit dem Finger umkreisen muss.
Subtest 4: „Zeichenmuster“ (Test für räumliches Denken)
Ein Handlungstest, bei dem die Testperson ein unterbrochenes Linienmuster mit einem Bleistift komplettieren muss, sodass das Muster durchläuft.
Schwierigkeitstheorie:
1. Maß der Asymmetrie des Musters
2. Anzahl zurücklaufender Linien innerhalb des Musters
3. Ausmaß der Alternierungen des Musters
4. Anzahl von Überschneidungen im Muster
5. Zahl der Linien aus denen ein Muster besteht
6. Ausmaß, in dem ein Muster nicht phasisch ist
7. Größe der Auslassung im Muster
Subtest 5: „Situationen“ (Test für konkretes Denken)
Ein Mehrfachwahltest, bei dem die Testperson die Zeichnung einer Situation vorgelegt bekommt, in der ein oder mehrere Teile fehlen. Die Testperson muss nun aus einer Reihe von Alternativen die Abbildung(en) auswählen, die die Situation logisch vervollständigen.
Schwierigkeitstheorie:
1. Zahl der fehlenden Teile der Situation
2. Annehmbarkeit der falschen Alternativen
3. Komplexität der Situation
Subtest 6: „Analogien“ (Test für abstraktes Denken)
Ein Mehrfachwahltest, bei dem eine geometrische Figur(A-Term) verändert(B-Term) wird und die Testperson das Prinzip der Veränderung erkennen und selbst auf eine andere Figur(C-Term) anwenden muss(D-Term).
Schwierigkeitstheorie:
1. Kompliziertheit der Transformation
2. Anzahl der vorgenommenen Transformationen
3. Zahl der Basiselemente, aus denen der A-Term besteht
4. Ausmaß des Unterschieds zwischen A- und C-Term
5. Attraktivität der falschen Alternativen
Subtest 7: „Bildgeschichten“ (Test für konkretes Denken)
Ein Handlungstest, bei dem die Testperson  eine Zahl von Bildkarten, die eine Geschichte ergeben, in die richtige Reihenfolge bringen muss.
Schwierigkeitstheorie:
1. Komplexität der Geschichte
2. Anzahl der Teile der Geschichte
3. Anzahl der Kärtchen, aus der eine Geschichte zusammengesetzt ist
Nach der Schwierigkeitstheorie wurden die Items in 9-11 Schwierigkeitsstufen eingeteilt und 2 bzw. 3 Serien(A,B,C) à 9-11 Items erstellt, die von der ansteigenden Schwierigkeit nahezu identisch sind. Nach jedem Item wird hierbei positives bzw. negatives Feedback an die Testperson gegeben.

### Adaptives Testverfahren
In dem adaptiven Testverfahren des SON-R 5 ½-17 werden die Testpersonen in 2, bzw. 3 Reihen getestet. Sobald in einer Reihe 2 Fehler gemacht sind, wird zur nächsten Reihe übergegangen und beim Score der vorherigen Reihe (letztes Item minus Fehlerzahl) minus eines  Items begonnen. Die Vorteile dieses Testverfahrens sind:
1. Die Zahl der Items und damit auch die Bearbeitungszeit werden reduziert.
2. Die Testfrustration wird durch das angepasste Niveau verringert.
3. Da die Items, die über die Leistungsfähigkeit der Testperson hinausgehen, vermindert werden, gibt es weniger geratene Items.

## Validität
Der SON-R 5½-17 korreliert zu r = 0,59 mit Indikatoren der Schulkarriere (Schultyp, Sitzenbleiben und Zeugnisnoten).
Die Korrelation mit den Grundschul-Abschlussprüfungen beträgt r = 0,66.

## Normierung
Die Definition der Normierungspopulation lautet:
„Die Einwohner der Niederlande von gleichem Alter, die mindestens ein Jahr in den Niederlanden wohnhaft  und nicht in erheblichem Maße körper- oder geistig behindert sind.“
Der SON-R besitzt im Gegensatz zum SON’58 und SSON eine einheitliche Normierung für hörende und taube Personen. Es wurden dabei 1350 Kindern im Alter von 6 bis 14 Jahren in den Niederlanden untersucht. Per  Altersklasse wurden 150, davon 75 Mädchen und 75 Jungen, getestet. Bei der Ziehung der Stichprobe können folgende Schritte unterschieden werden:
1. Einteilung nach Unterrichtsniveau
2. Einteilung nach Landesteilen
3. Selektion von Schulen
4. Selektion von Schülern an den Schulen
1. Einteilung nach Unterrichtsniveau
Der erste und wichtigste Schritt betraf die Verteilung der Testpersonen, per Altersklasse und Geschlecht, über die verschiedenen Unterrichtstypen.
2. Einteilung nach Landesteilen:
Die Niederlande wurde in Regionen (West-, Süd und Nord/Ost Niederlande) aufgeteilt. Per Region wurden, proportional zur Zahl der Einwohner, die Anzahl der zu testenden Schüler per Altersklasse, Geschlecht und Unterrichtsniveau bestimmt.
3. Selektion von Schulen
Grundschulen: 3 Gemeinden pro Region
Sonderschulen: eine LOM- und eine MLK-Schule pro Region
Berufsschulen: ein oder zwei Schulen pro Unterrichtsgebiet
allgemein bildenden weiterführenden Unterricht: drei Schulen pro Unterrichtsgebiet
4. Selektion der Schüler an den Schulen
Für die Normierung ist es wichtig, dass die unterschiedlichen Altersklassen in Hinblick auf das faktische Alter homogen sind. Per Altersklasse wurde als Ausgangspunkt dafür x.5 Jahre gewählt (x Jahre; 6 Monate; 0 Tage). Abweichungen von mehr als 2 Monaten bezüglich dieses Idealalters wurden so weit wie möglich vermieden, indem in einem solchen Falle Schüler anderer Schulen desselben Typs untersucht wurden.
30 Schulen weigerten sich an der Untersuchung teilzunehmen, was möglicherweise zu Repräsentativitätseinbußen der Stichprobe führte. Eine Ersetzung durch andere Schulen hatte die Folge, dass sich unter den Ersatzschülern relativ zu wenig ausländische Kinder und zu viele Kinder von Eltern mit einem hohen Berufsniveau befanden.

## Testformular
Das Testformular wird in drei Teile gegliedert. Der obere Teil ist für die  Eintragung der Personalien reserviert. Im mittleren Teil gibt es die Übersicht der Testergebnisse mit der graphischen Darstellung. Zusätzliche Bemerkungen bezüglich der Testführung stehen im unteren Teil.

## Varianten
Vom SON-R 5 ½-17 zu unterscheiden ist der SON-R 2½-7. Der SON-R 2½-7 ist ein sprachfreier Intelligenztest für Kinder von 2;6 bis 7;11 Jahren. Die Korrelationen mit anderen Intelligenztests liegen im Mittel bei r=0.65. Er korreliert mit der verbalen Entwicklung und der verbalen Intelligenz (r=0.48) und mit dem Lehrerurteil (r=0.48).